# Vnitřní automorfismus
Vnitřní automorfismus je v abstraktní algebře automorfismus grupy, okruhu nebo algebry daný konjugací pevným prvek, zvaným konjugující prvek. Tyto vnitřní automorfismy tvoří podgrupu grupy automorfismů. Dále podíl grupy automorfismů s touto podgrupou dává vzniknout konceptu grupy vnějších automorfismů.

## Definice
Je-li G grupa (nebo okruh) a g je prvek G (jestliže je G okruh, pak g musí být jednotka), pak se funkce
{\displaystyle \varphi _{g}:G\longrightarrow G}
{\displaystyle \varphi _{g}:x\mapsto g^{-1}xg}
nazývá (pravá) konjugace podle g (viz konjugační třída). Tato funkce je homomorfismus G: pro všechny {\displaystyle a,b\in G} platí:
{\displaystyle \varphi _{g}(ab)=g^{-1}abg=(g^{-1}ag)(g^{-1}bg)=\varphi _{g}(a)\varphi _{g}(b),}
kde druhá rovnost je dána vložením identity mezi {\displaystyle a} a {\displaystyle b.} Dále má toto zobrazení levou i pravou inverzi, totiž {\displaystyle \varphi _{g^{-1}}.} Tím pádem je {\displaystyle \varphi _{g}} bijekcí, a tedy i izomorfismem z G na sebe sama, tj. automorfismem. Vnitřní automorfismus je jakýkoliv automorfismus, který vzniká z konjugace. 
V případě pravé konjugace se výraz {\displaystyle g^{-1}xg} často značí pomocí mocniny: {\displaystyle x^{g}.} Tento zápis se používá, protože složení konjugací je asociativní: {\displaystyle (x^{a})^{b}=x^{ab},} pro všechna {\displaystyle a,b\in G.} To ukazuje, že konjugace určuje pravé působení G na sebe samotné.

## Vnitřní a vnější grupy automorfismů
Složení dvou vnitřních automorfismů je opět vnitřním automorfismem a pod touto operací tvoří soubor všech vnitřních automorfismů grupy G grupu vnitřních automorfismů G, značenou Inn(G).
Inn(G) je normální podgrupa celé grupy automorfismů Aut(G). Grupa vnějších automorfismů, Out(G), je podílová grupa
Out(G) ≡ Aut(G)/Inn(G).
Grupa vnějších automorfismů v určitém smyslu měří, kolik automorfismů G není vnitřních. Každý nevnitřní automorfismus dává vzniknout netriviálnímu prvku Out(G), ale různé nevnitřní automorfismy mohou dát stejný prvek Out(G).
Tvrzení, že konjugace x podle a ponechá x nezměněno, je ekvivalentní k tvrzení, že a a x komutují:
a−1xa = x ⇔ ax = xa.
Existence a počet vnitřních automorfismů, které nejsou identitou, je tedy v určitém smyslu měrou selhání komutativního zákona v dané grupě (nebo okruhu).
Automorfismus grupy G je vnitřní, právě když jej lze rozšířit na každou grupu obsahující G. 
Propojením prvku a ∈ G s vnitřním automorfismem f(x) = xa v Inn(G), jak je uvedeno výše, se získá izomorfismus mezi podílovou grupou G/Z(G) (kde Z(G) je centrum G) a grupou vnitřních automorfismů:
G/Z(G) = Inn(G).
To je důsledek první věty o izomorfismu, neboť Z(G) je souborem právě těch prvků G, které jako odpovídající vnitřní automorfismus udávají identické zobrazení (konjugace nemá vliv).

### Nevnitřní automorfismy konečnýchp-grup
Výsledek jedné práce Wolfganga Gaschütze říká, že pokud je G konečná neabelovská p-grupa, pak má G automorfismus řádu p, který není vnitřní.
Zda má každá neabelovská p-grupa G automorfismus řádu p, je otevřený problém. Tato otázka má kladnou odpověď, pokud má G jednu z následujících vlastností:
1. G je nilpotentní grupa třídy 2
2. G je regulární p-grupa
3. G/Z(G) je mocná p-grupa
4. centralizátor CG centra Z Frattiniho podgrupy Φ v G, tj. CG∘Z∘Φ(G), není roven Φ(G)

### Typy grup
Grupa vnitřních automorfismů grupy G, Inn(G), je triviální (tj. sestává pouze z neutrálního prvku), právě když je G abelovská.
Grupa Inn(G) je cyklická, jen pokud je triviální.
Na opačném konci spektra mohou vnitřní automorfismy pokrýt celou grupu automorfismů; grupa, jejíž automorfismy jsou všechny vnitřní a jejíž centrum je triviální, se nazývá úplná. To je případ všech symetrických grup o n prvcích, když n není 2 nebo 6; když n = 6, má symetrická grupa jedinečnou netriviální třídu vnějších automorfismů, a když n = 2, je symetrická grupa, přestože nemá žádný netriviální vnější automorfismus, abelovská, díky čemuž má netriviální centrum, a to ji odpírá úplnost.
Je-li grupa vnitřních automorfismů perfektní grupy G jednoduchá, pak se G nazývá skorojednoduchá.

## Lieovy algebry
Automorfismus Lieovy algebry 𝔊 je nazýván vnitřním automorfismem, jestliže je tvaru Adg, kde Ad je adjungované zobrazení a g je prvek Lieovy grupy, jejíž Lieova algebra je 𝔊. Pojem vnitřního automorfismu je pro Lieovy algebry kompatibilní s tím grupovým v tom smyslu, že vnitřní automorfismus Lieovy grupy udává jedinečný vnitřní automorfismus odpovídající Lieovy algebry.

## Rozšíření
Jestliže je G grupa jednotek okruhu A, pak může být vnitřní automorfismus nad G rozšířen na zobrazení nad projektivní přímkou nad A grupou jednotek maticového okruhu M2(A). Tímto způsobem lze rozšířit zejména vnitřní automorfismy klasických grup.